# 特魯瓦主教座堂

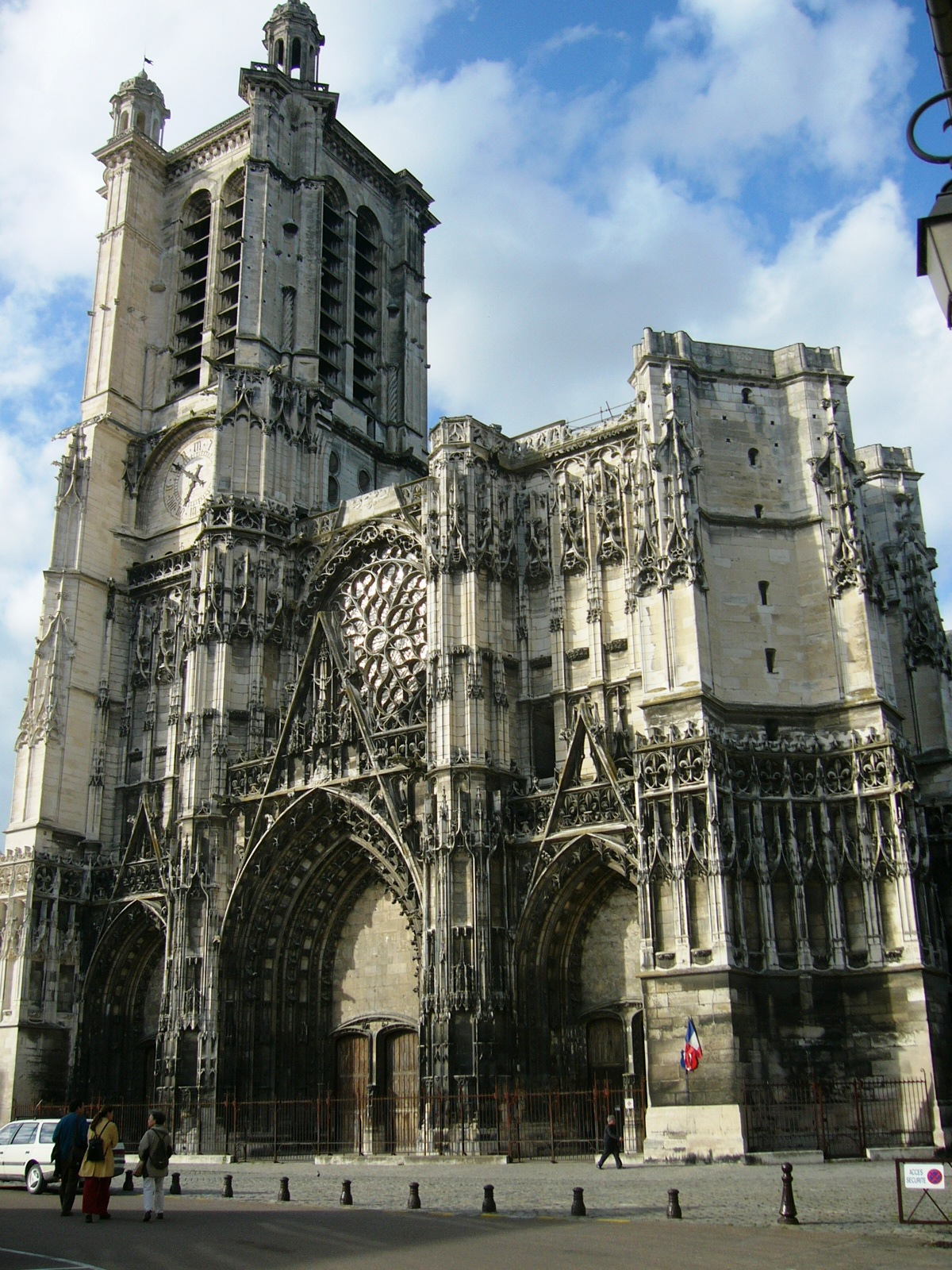
特魯瓦主教座堂

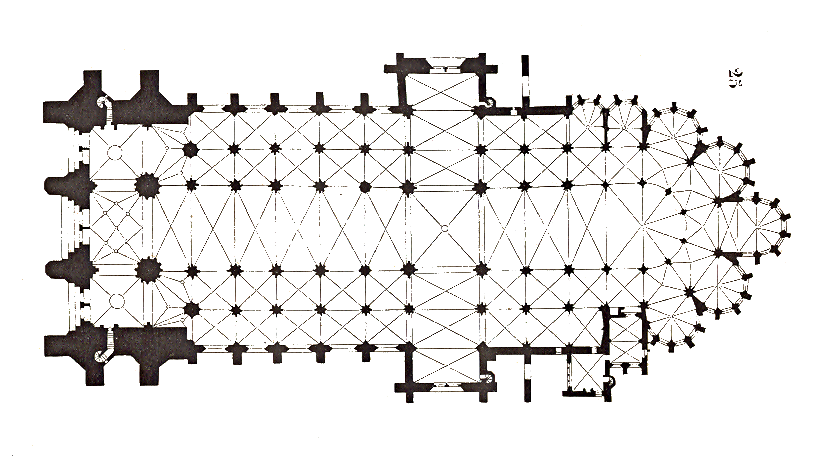

特魯瓦主教座堂 (Cathédrale Saint-Pierre-et-Saint-Paul de Troyes)是天主教特魯瓦教区的主教座堂、法国国家古迹，位于法国香槟大区特魯瓦。

## 历史
该堂起源于公元4世纪。9世纪建造了主教座堂，但在10世纪因诺曼人入侵而严重受损，于约940年重建了罗曼式教堂。1129年，特鲁瓦主教会议在此举行，圣殿骑士团获得承认。1188年，该堂毁于大火。
目前的哥特式建筑于1208年动工，直到17世纪才完成。该堂只建造了一座圣伯多禄钟楼，而圣保禄钟楼始终没有建造。因此该建筑实际上尚未完成。该堂原有高110米的尖顶，1365年毁于龙卷风，1700年又被雷电击中，此后再未重建。精美的立面建于16世纪初。该堂在法国大革命期间改为它用，得以幸存。
1420年5月，英王亨利五世、他的盟友勃艮第的菲利普与发疯的查理六世的妻子，法国王后伊莎貝拉在此签署特鲁瓦条约，承認由英王亨利五世继承法国王位，剝奪了王儲查理的繼承權。不久之后，亨利五世与法国国王的女儿瓦卢瓦的凯瑟琳公主在特鲁瓦结婚。1429年7月，[弧]琼]海豚大众在教堂途中[法国]，圣女贞德护送王儲查理前往兰斯主教座堂，宣布为他成为查理七世，途中在此弥撒，违反最近签署的特鲁瓦条约。

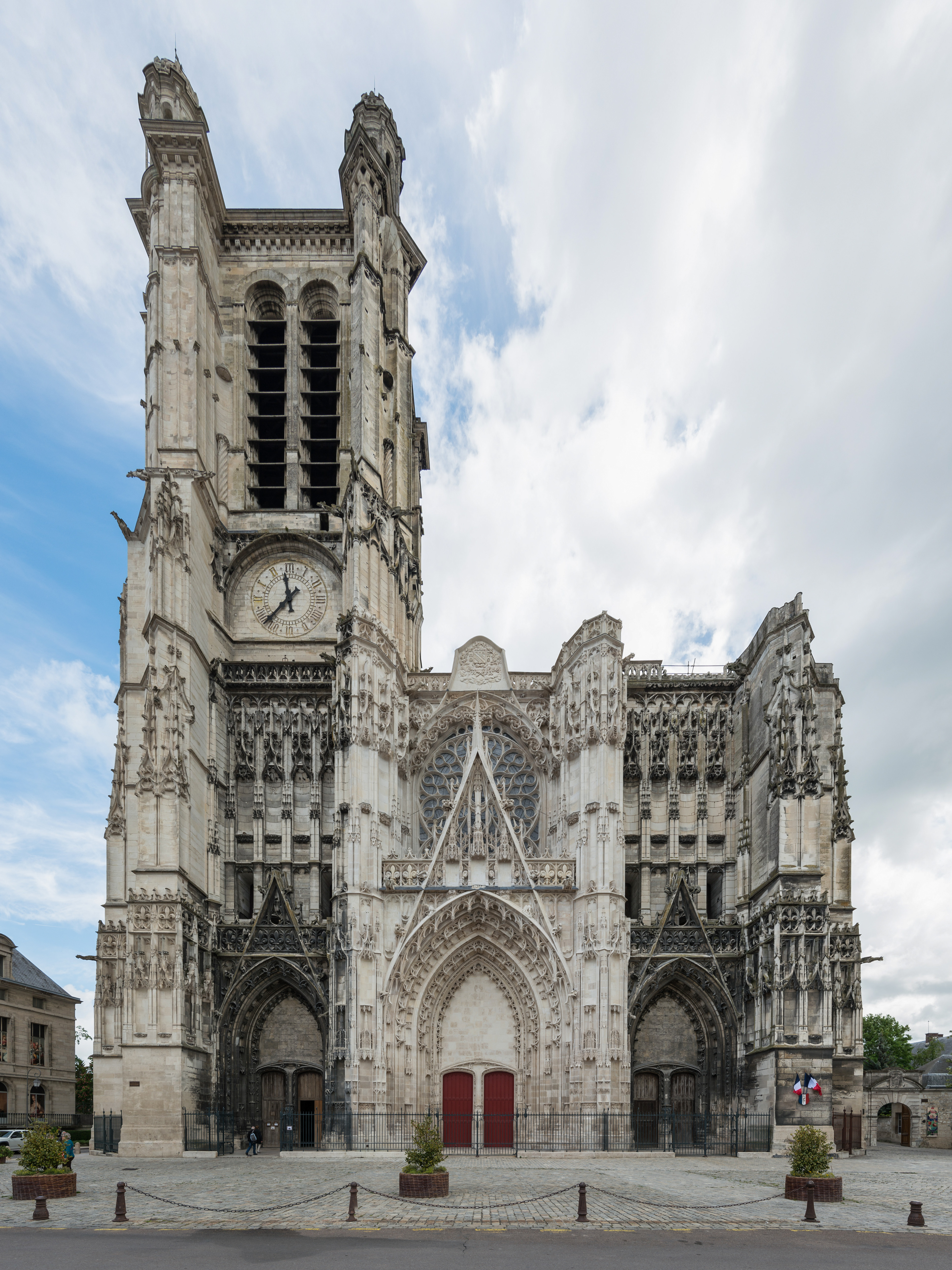
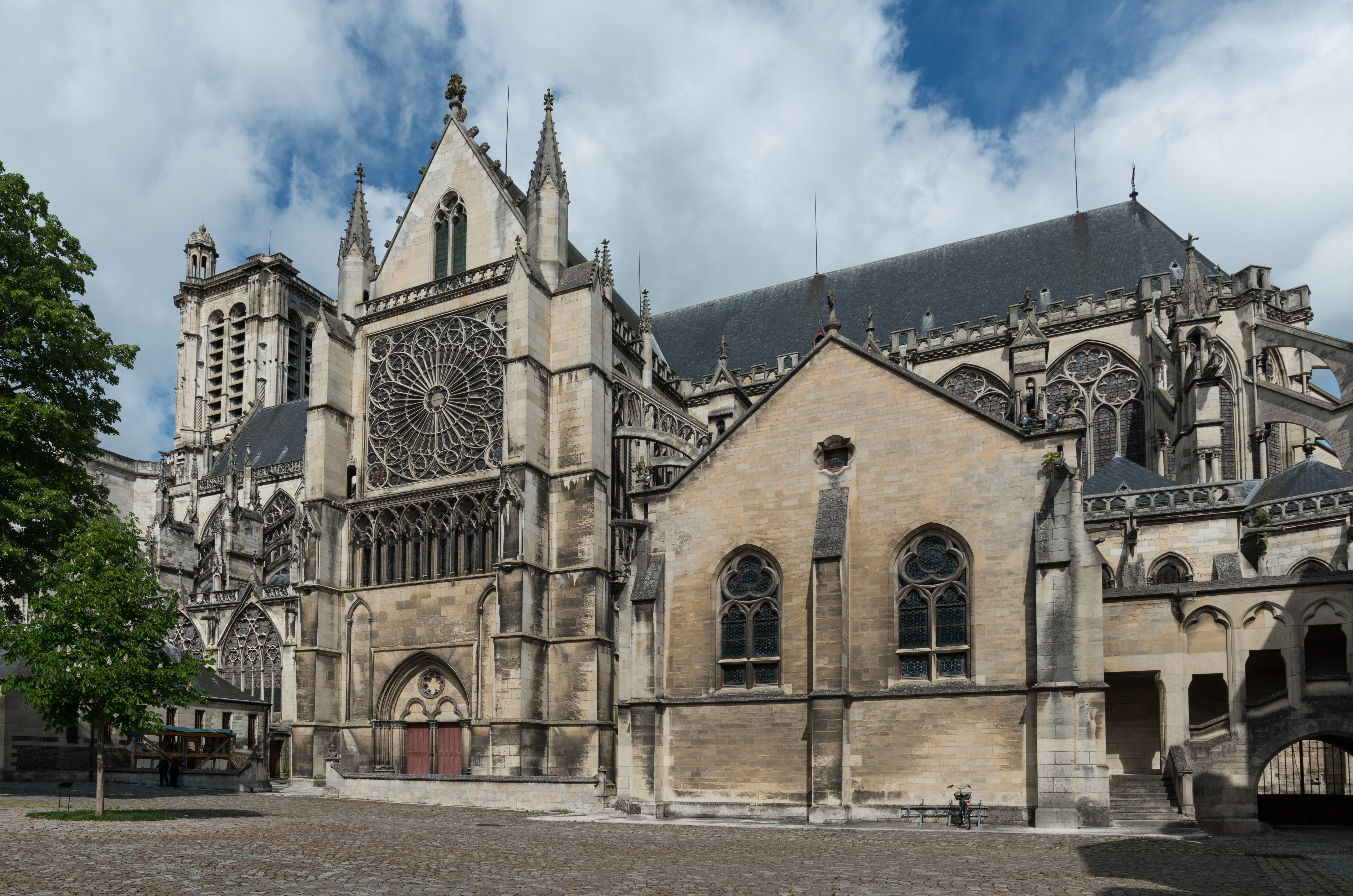
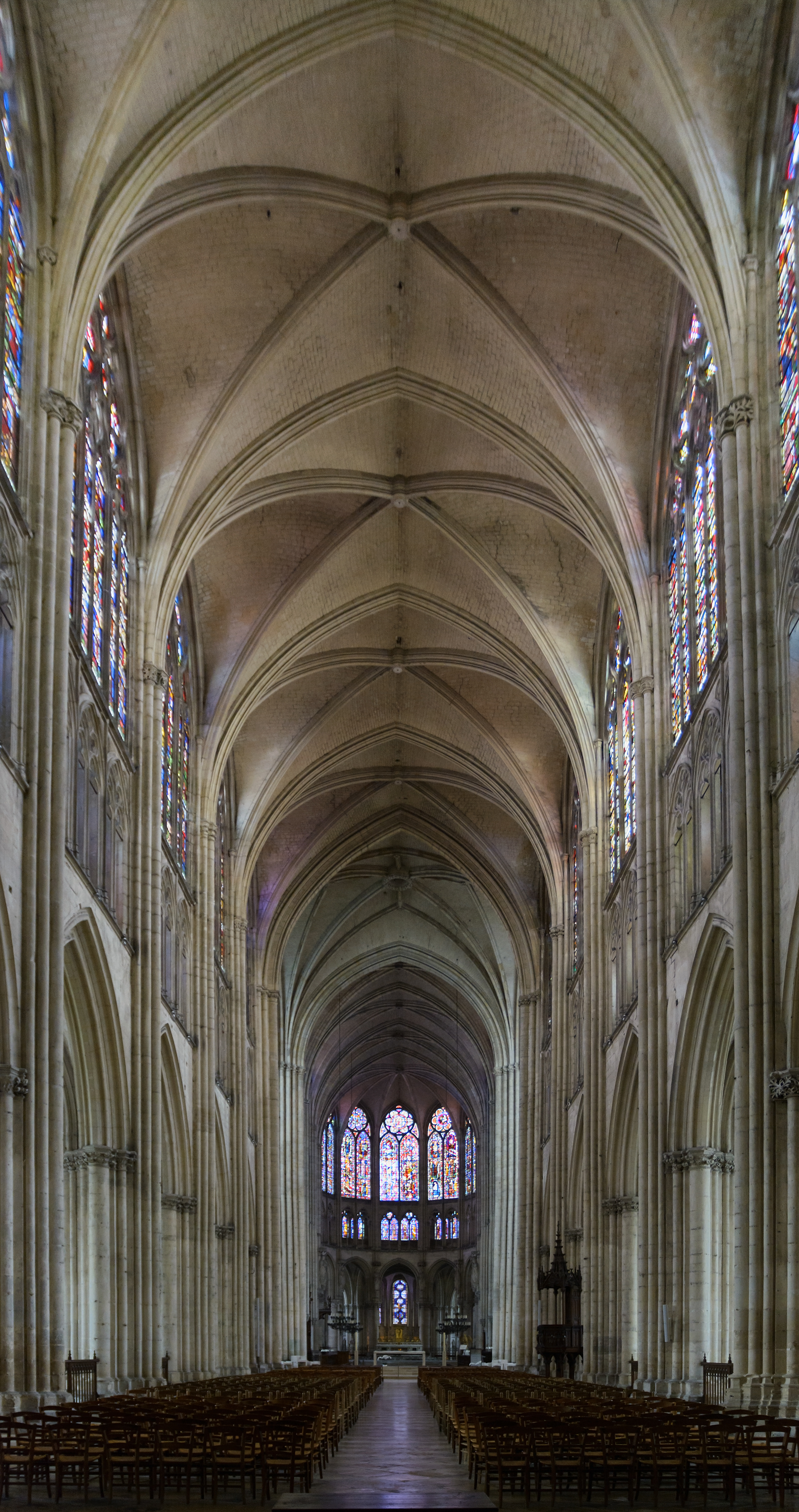
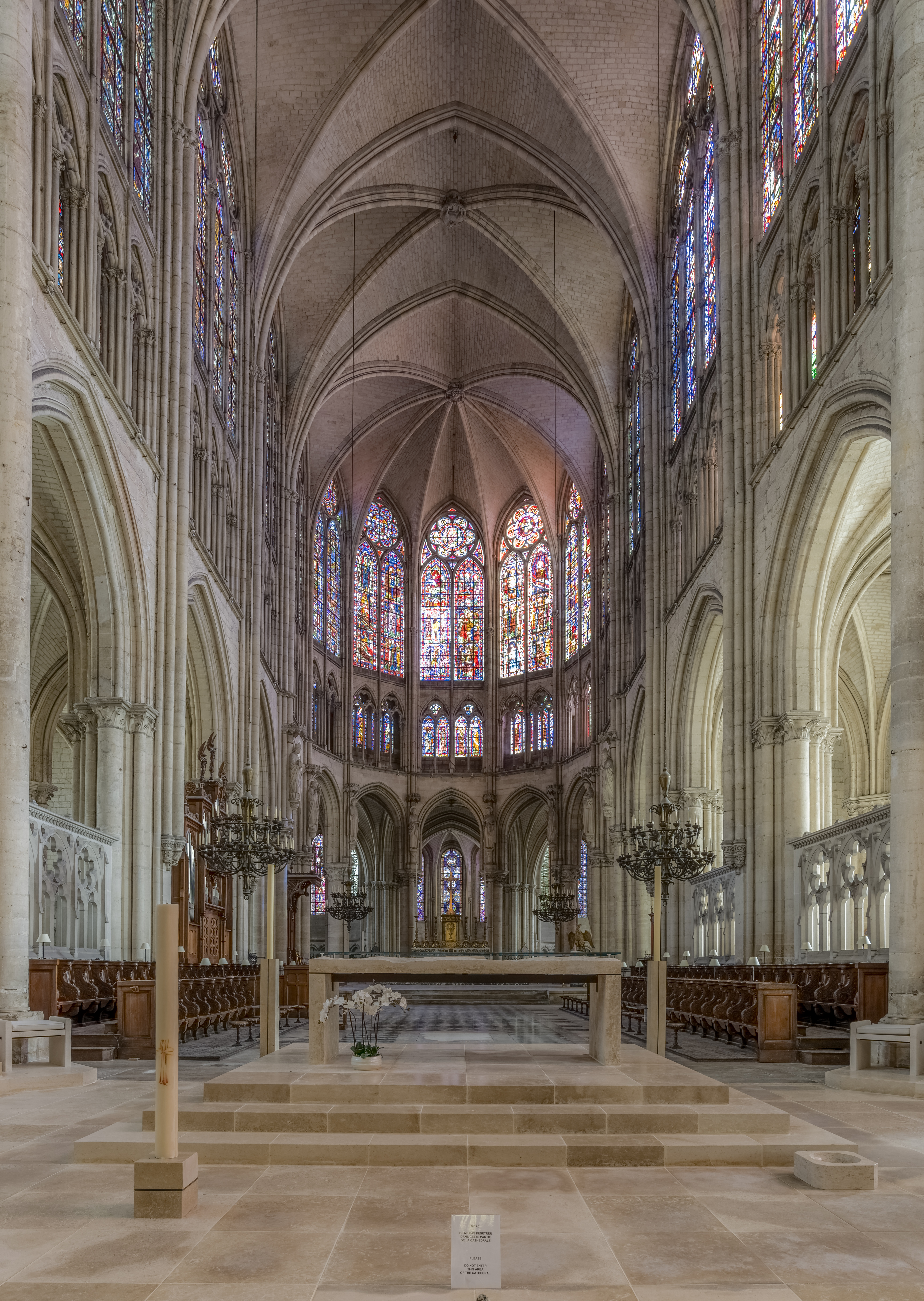
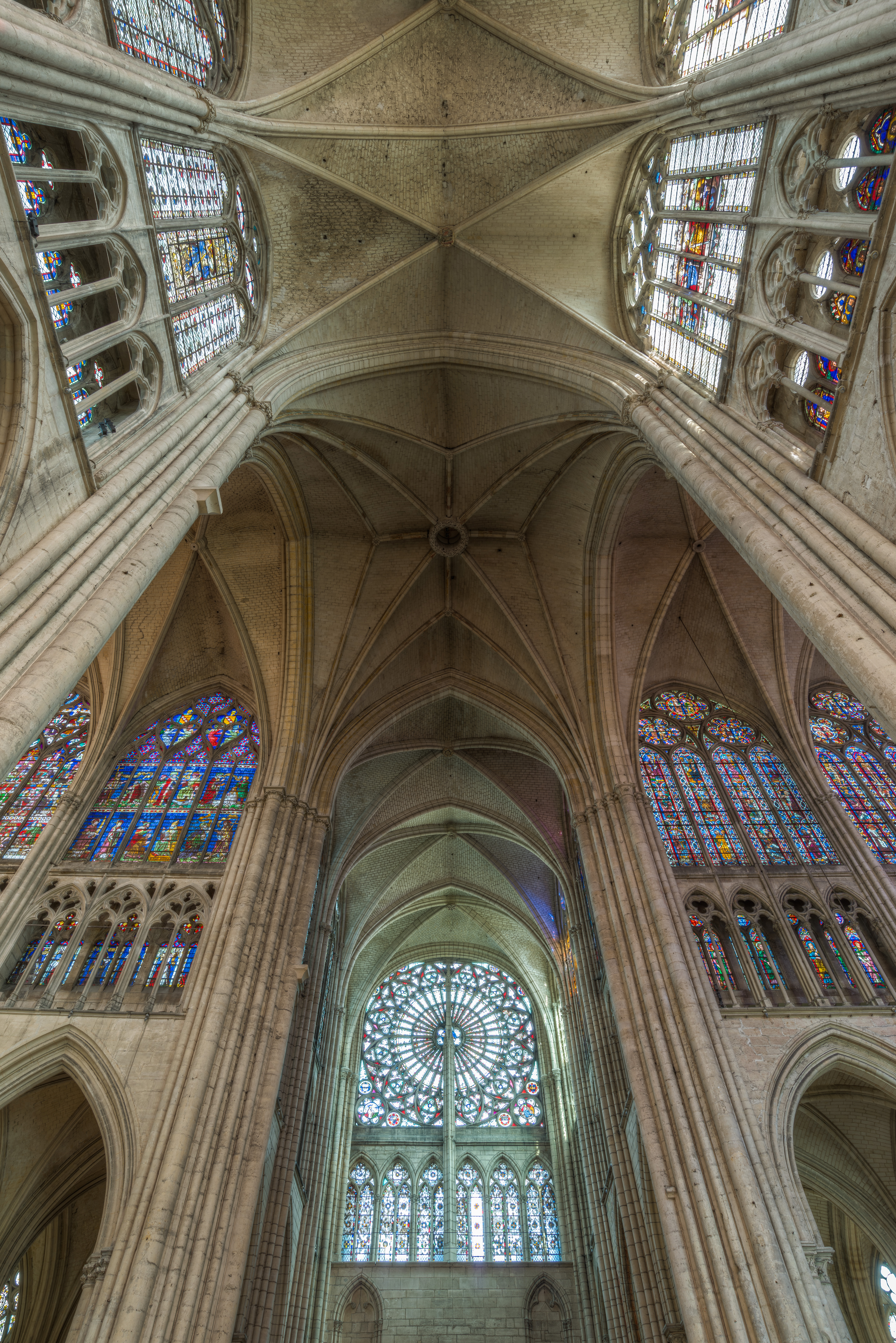
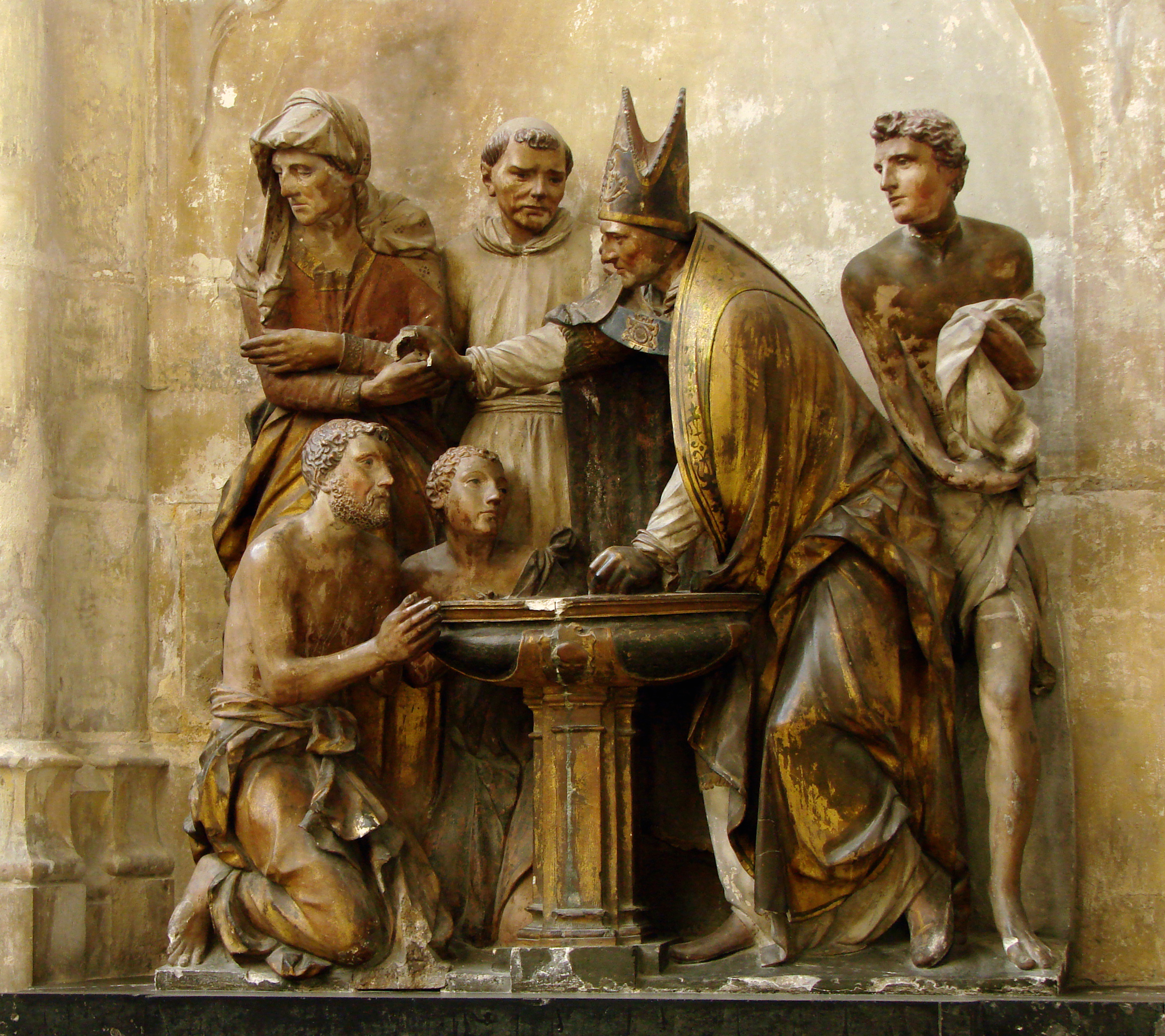
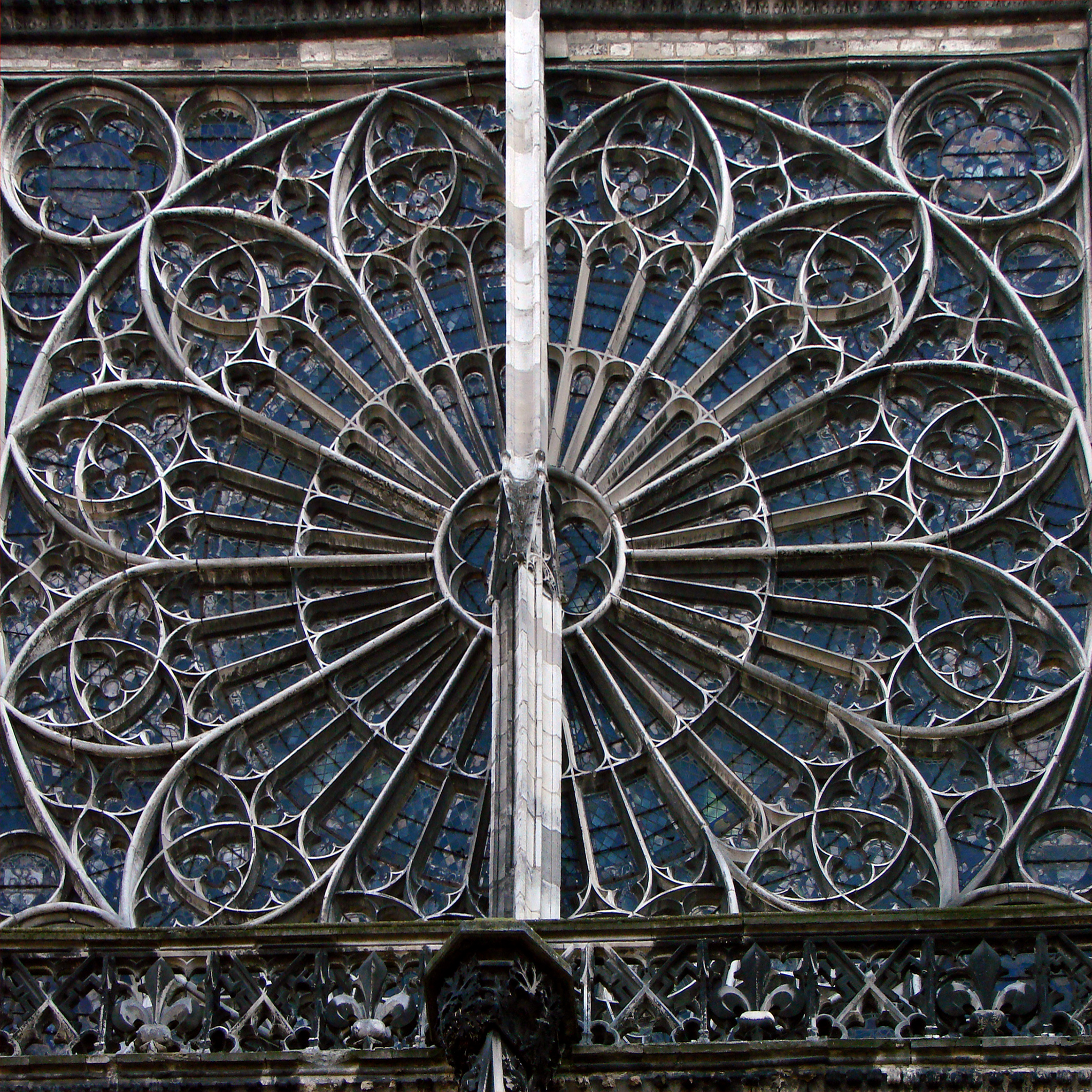
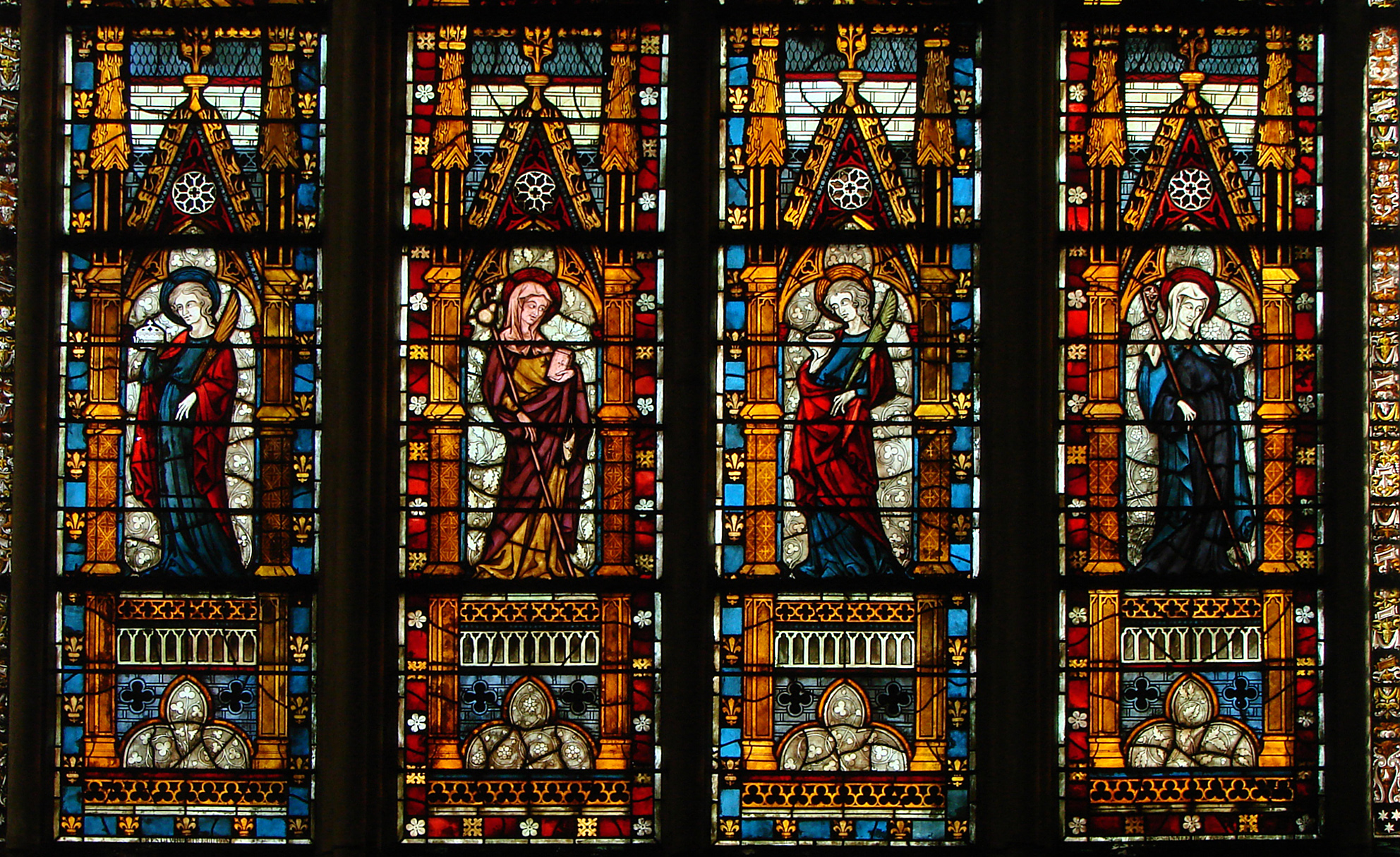